# Richard Bergh
Sven Richard Bergh (Stockholm, 1858. december 18. – Saltsjö-Storängen, 1919. január 29.) svéd festő, művészettörténész és muzeológus volt.

## Élete és munkássága
Apja, Edvard Bergh és anyja, Amanda Helander is művészek voltak. Richard Bergh Stockholmban tanult, első mestere Edvard Perséus volt, majd a stockholmi Királyi Szépművészeti Akadémián tanult 1878 és 1881 között, ahol megismerkedett Nils Kreugerrel és Karl Nordströmmel. Korai munkái a svéd történelem témájában készült akadémikus stílusú képek voltak. 1881-ben Párizsba utazott, ahol Jean-Paul Laurens-nél, majd az Académie Colarossin folytatta tanulmányait (1881-1884). 1883-ban mutatkozott be a párizsi Szalonon.
1885-re Bergh Ernst Josephsonnal és más, Párizsban és Grez-sur-Loing-ben alkotó északi művészekkel együtt az Opponenterna („Ellenzők”) nevű, a svéd svéd Királyi Szépművészeti Akadémia konzervativizmusa ellen fellépő művészi mozgalom egyik szószólója lett. A következő évben megalapították a Konstnärsförbundet („Művészek szövetsége”) nevű szervezetet, aminek Bergh a titkára lett.
Bergh elsősorban portrékat és tájképeket festett. Franciaországi tartózkodása során vonzódott a naturalizmus és a plein air festészet iránt, valamint befolyásolta őt az impresszionizmus is. Az 1880-as években festészetét alapvetően a realizmus határozta meg, romantikus hatásokkal.
A nyolcvanas évek végére kialakított egy sajátos, érzékeny és kissé morbid, pszichologizáló stílust. 1886 telén festette a Hipnotikus szeansz című képét, amelynek modellje felesége, Helena volt. Ugyancsak ő állt modellt a Lány és a Halál című szimbolista képhez, majd a következő évben súlyos betegségben elhunyt.
Bergh festészete ebben az időszakban rokonvonásokat mutat Eva Bonnier, August Strindberg festői munkásságával, valamint Gustaf Fröding költészetével. 1890-ben újra nősült, Gerda Winkrans lett a felesége. Jó barátságba kerültek Ellen Key-jel, a neves íróval és feministával egy magánjellegű vitaklubban.
Bergh 1893-ban Varbergbe utazott, és ott többek között Nils Kreugerrel létrehozta a helységről elnevezett festői iskolát. Tájképfestészetében is megjelent a misztika és a nemzeti romantika, különös figyelmet fordított a fények játékára.
1987-88-ban itáliai utazást tett, de ennek során csak tovább erősödött vonzódása az északi tájakhoz, fényekhez. Ekkoriban alkotott képe, a Nordisk Sommarkväll („Északi nyári este”) egyesíti magában az olasz reneszánsz kompozíciót, az 1800-as évek német romanticizmusát, valamint Pierre Puvis de Chavannes és Paul Gauguin művészetének szimbolista hatásait.
1904-ben Storängenben (Nacka) telepedett le, ahol nemzeti romantikus stílusban építtetett magának nagy villát Albin Brag építésszel.
Richard Bergh hosszú időn át nagy hatást gyakorolt a svéd művészeti életre. Maga is tanított a Konstnärsförbundet által életre hívott festőiskolában. 1915-ben Bergh lett a stockholmi Nationalmuseum, igazgatója, és nagyszabású átalakítási munkákat indított, amelyek életének utolsó éveiben teljesen lefoglalták. Modernizálta a gyűjtemény bemutatási és bővítési koncepcióit. Cikkeivel, tanulmányaival aktívan részt vett a svéd kulturális élet vitáiban. Művészeti nézeteit a Hvad vår kamp gällt („Miről szól a mi harcunk”, 1905), Konstmuseet som skönhetsvärld („A művészeti múzeum és a szépség világa”) valamint az Om konst och annat („Művészetről és másról”, 1908) című köteteiben foglalta össze.

## Képeiből

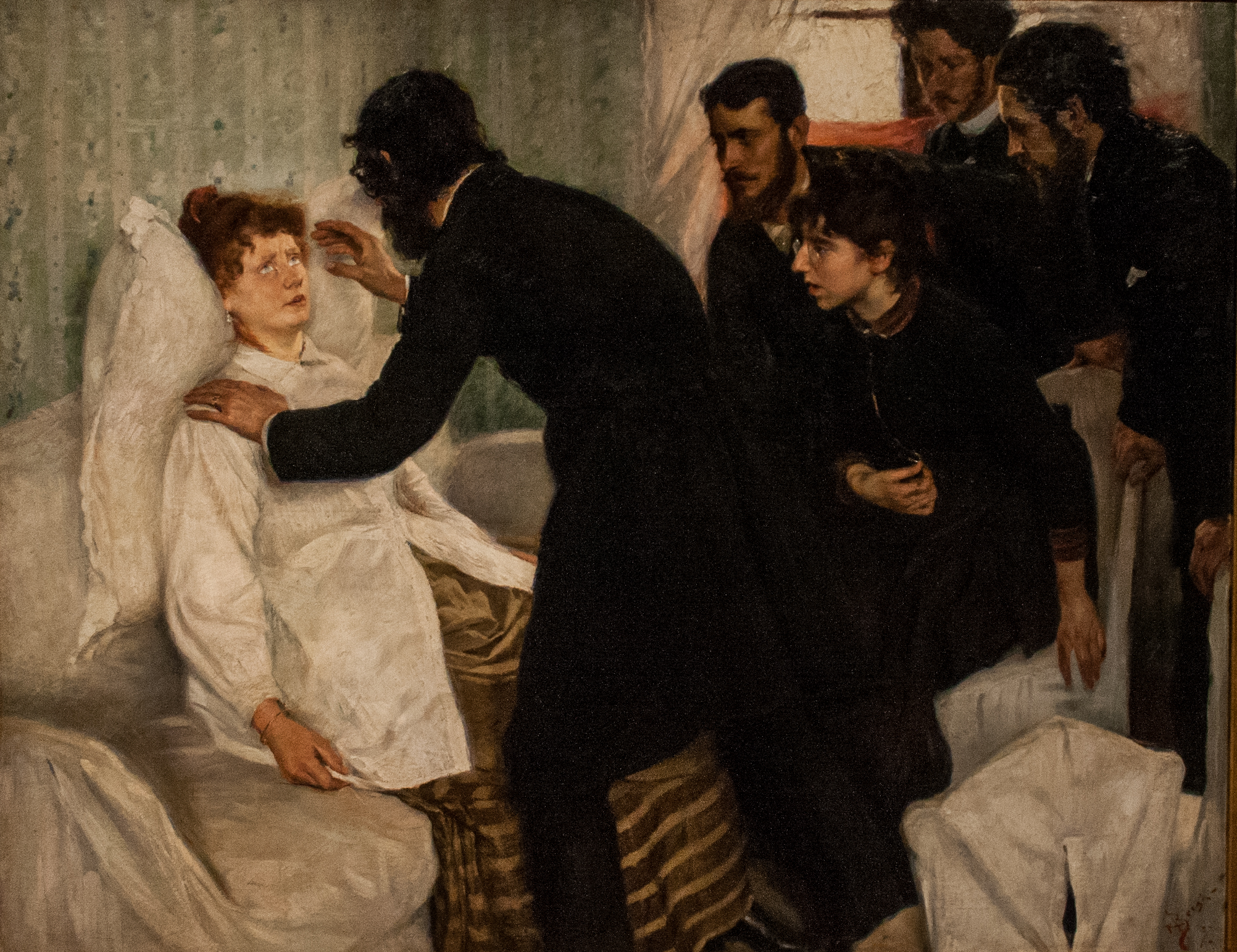
Hipnotikus szeansz (1887)
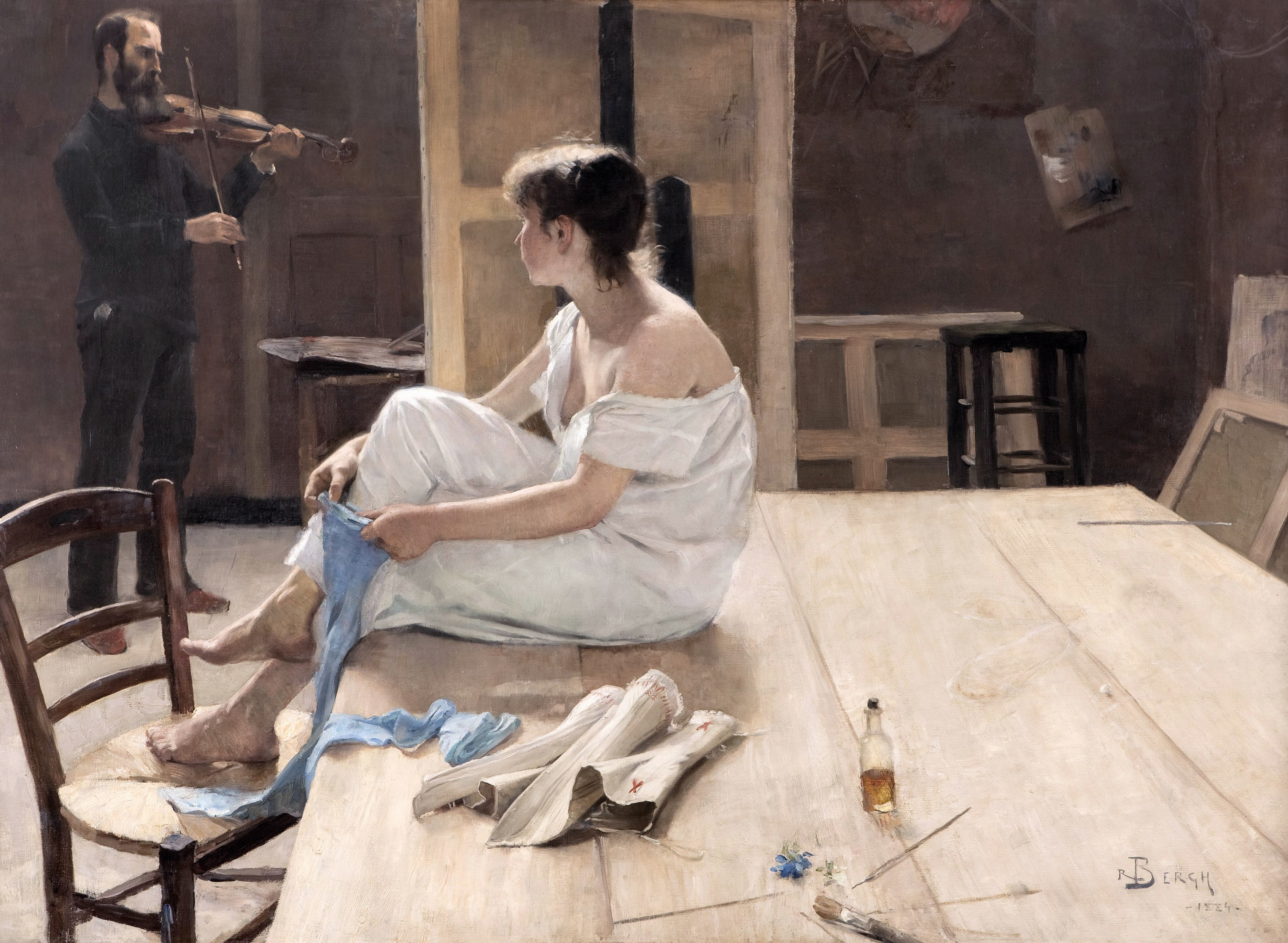
A szeansz után (1884)
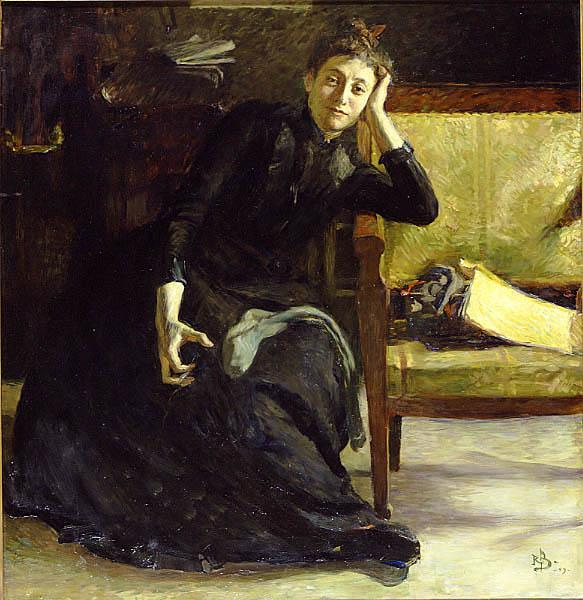
Eva Bonnier (1889)
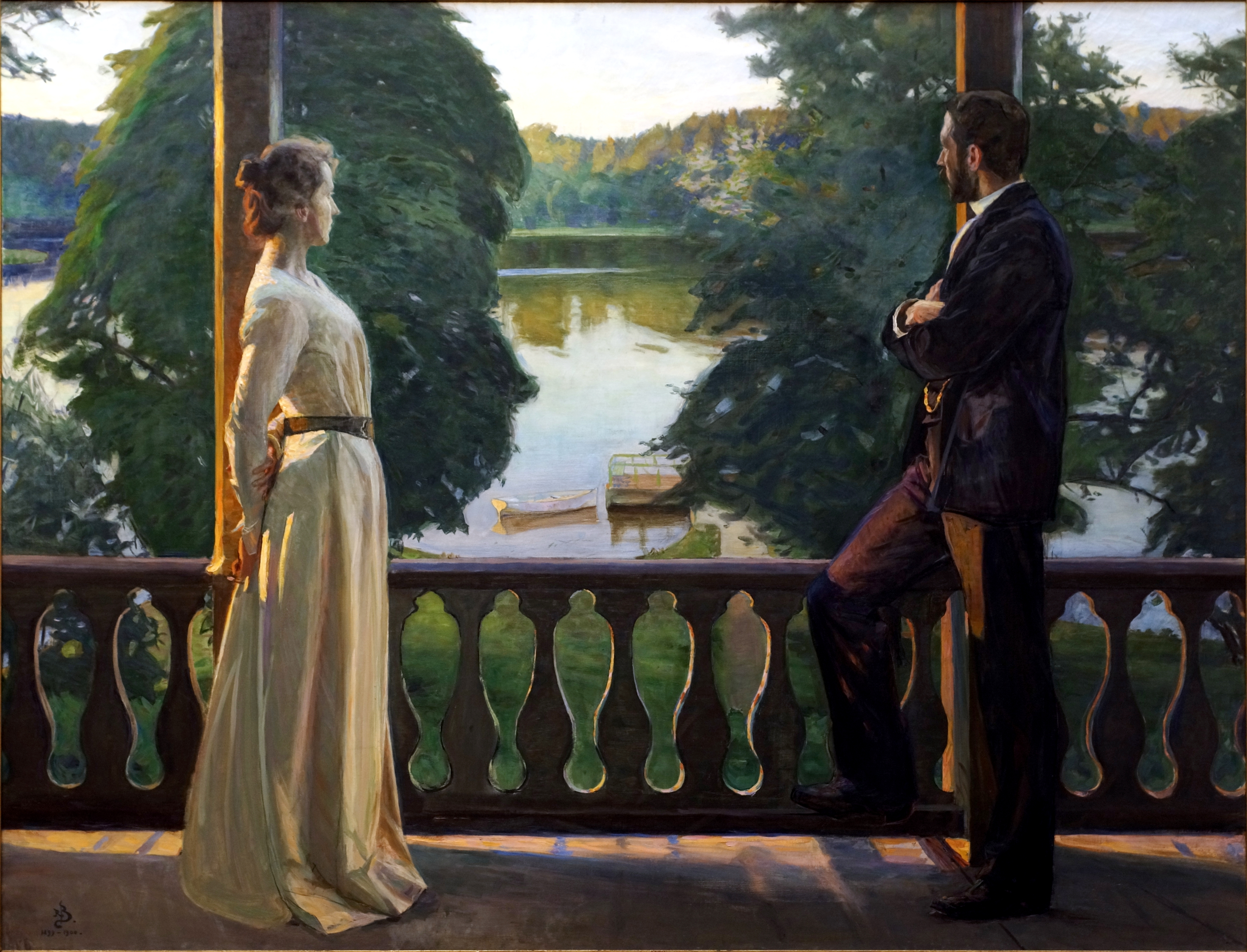
Északi nyári este (1889-1900)
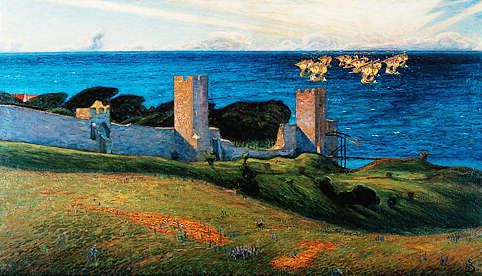
Látomás: Részlet Visby-ből (1894)
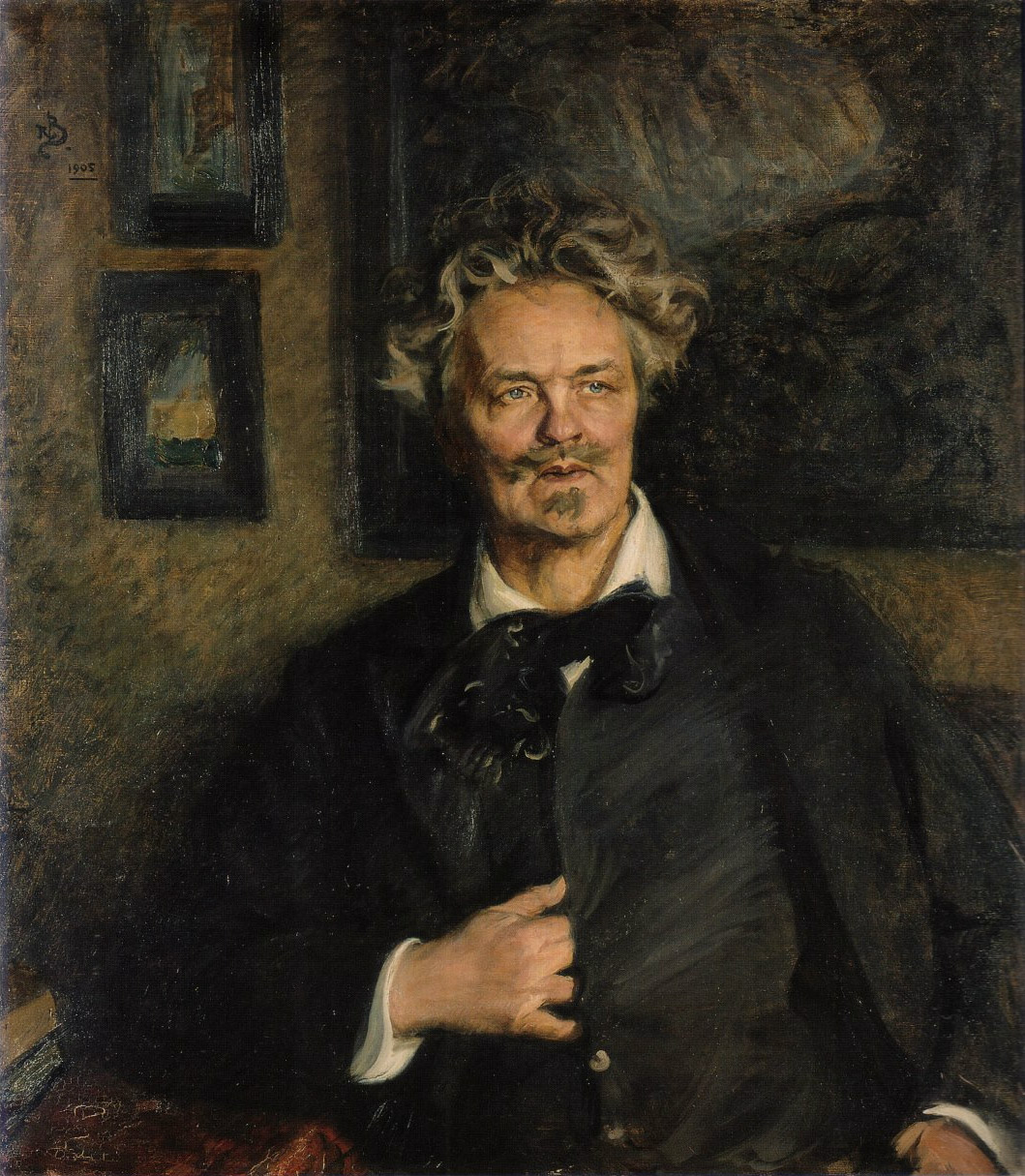
August Strindberg portréja (1905)

## Fordítás
- Ez a szócikk részben vagy egészben a Richard Bergh című svéd Wikipédia-szócikk ezen változatának fordításán alapul.  Az eredeti cikk szerkesztőit annak laptörténete sorolja fel. Ez a jelzés csupán a megfogalmazás eredetét és a szerzői jogokat jelzi, nem szolgál a cikkben szereplő információk forrásmegjelöléseként.